# Klas Gröndahl
Klas Teddy Gröndahl, född 14 augusti 1942, är en svensk pensionerad officer i Flygvapnet.

## Biografi
Gröndahl var tillförordnad chef för Flygvapnets Uppsalaskolor (F 20) 1999–2000. Åren 2000–2002 tjänstgjorde han vid Neutrala nationernas övervakningskommission (NNSC) i Sydkorea.